# Leioscyta bolbonotoides
Leioscyta bolbonotoides är en insektsart som beskrevs av Strümpel 1975. Leioscyta bolbonotoides ingår i släktet Leioscyta och familjen hornstritar. Inga underarter finns listade i Catalogue of Life.